# Stigmidium allogenum
Stigmidium allogenum är en lavart som först beskrevs av William Nylander och fick sitt nu gällande namn av David Leslie Hawksworth 1975. 
Stigmidium allogenum ingår i släktet Stigmidium och familjen Mycosphaerellaceae.   Inga underarter finns listade i Catalogue of Life.
I den svenska databasen Dyntaxa används istället namnet Stigmidium psorae för samma taxon.  Arten är reproducerande i Sverige.